# Eugen Bleuler
Paul Eugen Bleuler, född 30 april 1857, död 15 juli 1939, var en framstående schweizisk psykiater som särskilt studerade schizofreni. 
Bleuler var direktör för vårdanstalten Rheinau 1886-98, och blev 1898 professor vid Zürichs universitet och direktör för vårdanstalten i Burghölzli, Zürich. Han är känd för sina bidrag till en bättre förståelse av mentalsjukdomar. Han införde beteckningen ambivalens och schizofreni (1911) för vad som tidigare kallats dementia praecox. Vidare introducerade han begreppet autism, med betydelsen självförsjunkenhet eller självupptagenhet som ett inslag i symptombilden vid schizofreni.
Bland hans skrifter märks Lehrbuch der Psychiatrie (4:e upplagan, 1923), Der geborene Verbrecher (1896), Schizophrenie (1911), Das autistischundisciplinierte Denken in der Medizin (4:e upplagan, 1927), Naturgeschichte der Seele (1921), samt Die Psychoidie (1925).

## Eftermäle
Asteroiden 11582 Bleuler är uppkallad efter honom.

### Fotnoter
1. 1 2  SNAC, SNAC Ark-ID: w6z04z9n, läs online, läst: 9 oktober 2017.[källa från Wikidata]
2. 1 2  Who Named It?, Whonamedit?-ID: 1294, läst: 9 oktober 2017.[källa från Wikidata]
3. ↑  Brockhaus Enzyklopädie, Brockhaus Enzyklopädie-ID: bleuler-eugen, läst: 9 oktober 2017.[källa från Wikidata]
4. 1 2  ”Блейлер Эйген”, Большая советская энциклопедия : [в 30 т.], tredje utgåvan, Stora ryska encyklopedin, 1969, läst: 28 september 2015.[källa från Wikidata]
5. ↑  ”Блейлер Эйген”, Большая советская энциклопедия : [в 30 т.], tredje utgåvan, Stora ryska encyklopedin, 1969, läst: 27 september 2015.[källa från Wikidata]
6. ↑  läs online, www.uzh.ch .[källa från Wikidata]
7. ↑  Historische Lexikon der Schweiz, 1998.[källa från Wikidata]
8. ↑  ”Minor Planet Center 11582 Bleuler” (på engelska). Minor Planet Center. https://www.minorplanetcenter.net/db_search/show_object?object_id=11582. Läst 2 juni 2023.